# Саут Вијена (Охајо)
Саут Вијена (енгл. South Vienna) град је у америчкој савезној држави Охајо.

## Демографија
По попису из 2010. године број становника је 384, што је 85 (-18,1%) становника мање него 2000. године.
| Група             | 2000.       | 2010.       |
| Белци             | 452 (96,4%) | 338 (88,0%) |
| Афроамериканци    | 1 (0,2%)    | 3 (0,8%)    |
| Азијати           | 0 (0,0%)    | 2 (0,5%)    |
| Хиспаноамериканци | 10 (2,1%)   | 30 (7,8%)   |
| Укупно            | 469         | 384         |